# Interocepció
La interocepció o funció interoceptiva, es defineix com el sentit de l'estat intern del cos, que pot produir-se tant de forma conscient com inconscient. Abasta el procés del cervell d'integrar senyals transmesos des del cos en subregions específiques, com el tronc encefàlic, el tàlem, l'ínsula, l'escorça somatosensorial i cingulada anterior, la qual cosa permet una representació matisada de l'estat fisiològic del cos.
És un sistema neural afavoridor de l'homeòstasi, que realitza un censat d'informació visceral (tractes digestiu i genitourinari, aparells cardiovascular i respiratori), de receptors vasculars de pressió, temperatura i soluts químics, i nociceptors situats en teixits profunds (músculs i articulacions) i superficials (pell). Això és important per a mantenir les condicions homeostàtiques en el cos i, potencialment, facilitar l'autoconsciència.
Els senyals interoceptius es projecten al cervell a través d'una diversitat de vies neuronals que permeten el processament sensorial i la predicció d'estats corporals interns. S'ha suggerit que les tergiversacions dels estats interns o una desconnexió entre els senyals corporals i la interpretació i predicció d'aquests senyals per part del cervell són la base d'alguns trastorns mentals com a ansietat, depressió, trastorn de pànic, anorèxia nerviosa, bulímia nerviosa, trastorn d'estrès posttraumàtic (TEPT), trastorn obsessiu compulsiu (TOC), trastorns de l'espectre autista, trastorn de símptomes somàtics i trastorn d'ansietat per malaltia.
La definició contemporània d'interocepció no és sinònim del terme "viscerocepció". La viscerocepció es refereix a la percepció de senyals corporals que sorgeixen específicament de les vísceres: el cor, els pulmons, l'estómac i la bufeta, juntament amb altres òrgans interns en el tronc del cos. Això no inclou òrgans com el cervell i la pell. La interocepció abasta la senyalització visceral, però més àmpliament es relaciona amb tots els teixits fisiològics que transmeten un senyal al sistema nerviós central sobre l'estat actual del cos. Els senyals interoceptius es transmeten al cervell a través de múltiples vies que inclouen (1) la via espinotalàmica de la làmina I, (2) la via viscerosensorial clàssica, (3) el nervi vague i el nervi glossofaringi, (4) les vies quimiosensorials en la sang i (5) i les vies somatosensorials de la pell.
Els senyals interoceptius sorgeixen de molts sistemes fisiològics diferents del cos. El sistema més comunament estudiat és la interocepció cardiovascular, que generalment es mesura dirigint l'atenció cap a la sensació dels batecs del cor durant diverses tasques. Altres sistemes fisiològics integrals al processament interoceptiu inclouen el sistema respiratori, els sistemes gastrointestinal i genitourinari, el sistema nociceptiu, el sistema termoregulador, el sistema endocrí i immunològic. El tacte cutani suau és un altre senyal sensorial que sovint s'inclou dins del sistema de processament interoceptiu.

## Història i etimologia

### De principis a mitjans del segle XX

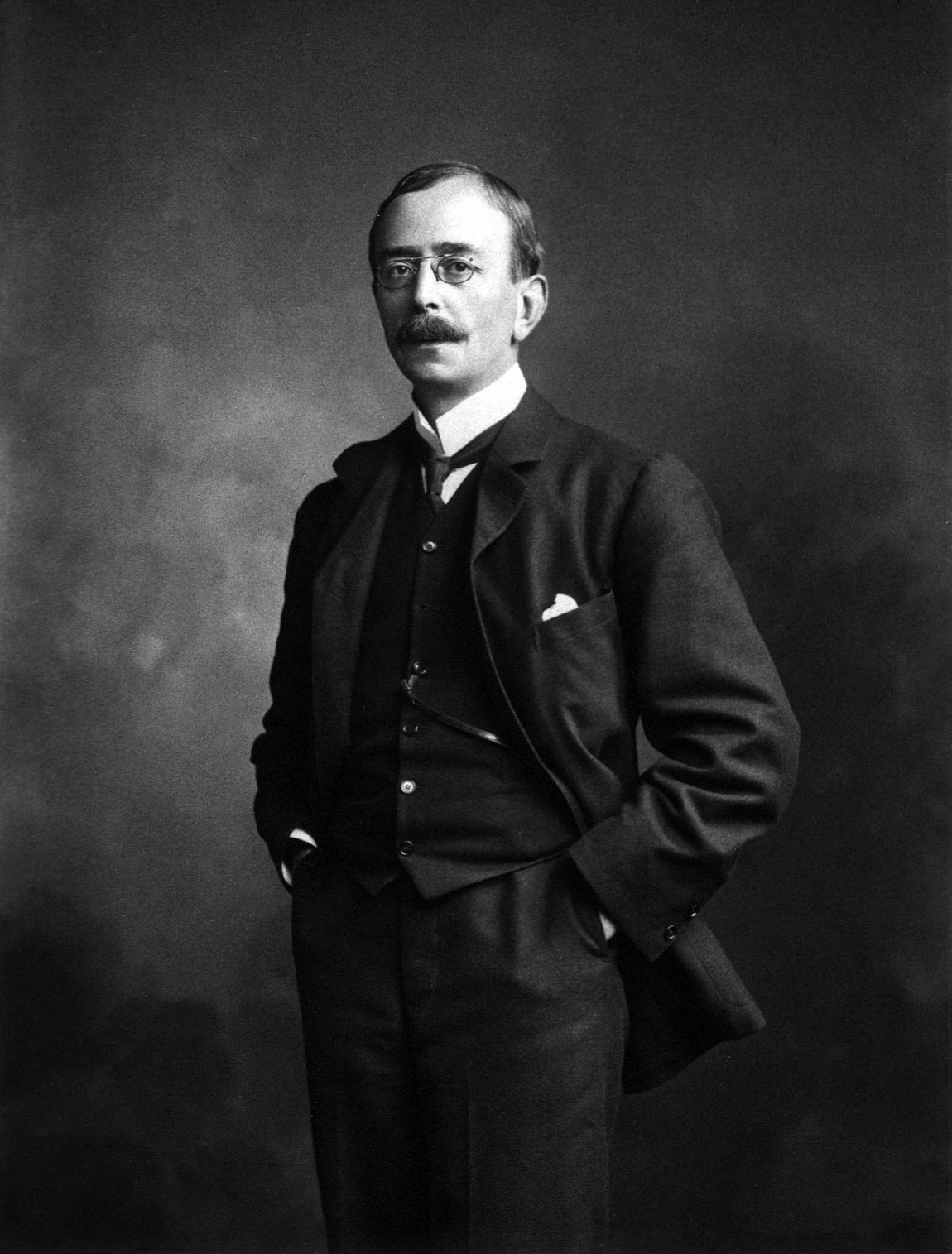
Charles Scott Sherrington va introduir per primera vegada el concepte "interocepció" al 1906.

La interocepció va rebre una major visibilitat en el segle xxi, però el concepte va ser introduït originalment pel Premi Nobel Sir Charles S. Sherrington en 1906. Sherrington es va referir a la interocepció (encara que mai va esmentar el terme com a tal, sinó que va utilitzar "interoceptiu") com una manera de descriure els receptors en el cos en funció de la seva ubicació i funció. Aquí, la interocepció es va limitar a les vísceres, excloent tots els receptors i informació del cos que s'haguessin considerat "exteroceptius" o "propioceptius". En el model de Sherrington, els receptors exteroceptius rebien informació d'estímuls externs, com la llum, el tacte, el so i l'olor. També va classificar la temperatura i la nociocepció com a sensacions exteroceptivestot i que ara aquests són considerats qualitats interoceptives. A més, va dividir el Milieu intérieur del cos per les seves funcions somàtiques i autònomes. Aquí, els propioceptors es localitzen en el teixit esquelètic, que controla el moviment voluntari. Els interoceptors van ser confinats al múscul llis (com per exemple els vasos sanguinis circumdants).
Es van dur a terme molts experiments en les dècades de 1950 i 1960 respecte al processament interoceptiu. No obstant això, la recerca no va començar immediatament després de la discussió de Sherrington sobre els interoceptors perquè es va publicar un llibre de John Newport Langley que afirmava que el sistema nerviós autònom només utilitzava senyals eferents (cervell a cos) per a implementar les seves funcions. Aquesta perspectiva reduïda va detenir la recerca sobre els receptors interoceptius durant molts anys. Una vegada que es va fer evident que els receptors interoceptius estaven presents en molts teixits del cos, altres investigadors van començar a investigar els senyals aferents del cos al cervell, mitjançant principalment la realització d'experiments amb animals per a veure si era possible el condicionament interoceptiu. Utilitzant els principis del condicionament Pavlovià, diferents sistemes fisiològics en gossos van ser pertorbats per a provocar una resposta condicionada als aliments. Per exemple, en un experiment, les pelvis dels gossos van ser disseminades usant infusions de solució quan se'ls va presentar menjar. Després de rondes d'aparellament dels dos, es va produir la salivació sense presentar menjar una vegada que la pelvis es distenia. Estudis de condicionament interoceptiu com aquest van il·lustrar que les sensacions interoceptives poden ser importants per al comportament i l'emoció apresos.

### Mitjans del segle XX a principis delseglexix
A la fi de la dècada de 1950 i en la de 1960 es va veure un major interès en la interocepció basat en el nombre de publicacions publicades durant aquest període. Aquest augment s'ha anomenat l'"error de bioretroalimentació", on els investigadors van examinar la capacitat d'una persona per a obtenir control sobre les funcions autònomes com a mètode de tractament per a diverses afeccions.
La interocepció no va guanyar una gran popularitat dins de la comunitat científica fins a mitjans - finals del segle xx. Alguns investigadors van optar per utilitzar el terme visceroceptor i interoceptor indistintament, d'acord amb la definició de Sherrington del terme; van considerar combinar en una categoria la informació propioceptiva i viscerosensitiva - interocepció -, basant-se en dades fisiològiques sobre la falta de diferències en els impulsos nerviosos, i alguns van proposar que la interocepció es componia d'alguna cosa més que estímuls endògens (interns). Existeix un debat en curs sobre quins senyals podrien o haurien de classificar-se com a "interoceptiu".
Durant la dècada de 1980, els psicofisiòlegs van començar a examinar la interocepció cardiovascular de manera extensa, introduint diverses tasques per a estudiar la percepció dels batecs del cor. Els psiquiatres també van començar a mirar els efectes de l'estimulació farmacològica sobre els símptomes del trastorn de pànic. Això va portar a un creixent interès en la interocepció durant aquest període, incloent-hi el desenvolupament de models teòrics sobre la integració de la informació interoceptiva dins del cos al llarg del temps.

### De principis delseglexixfins ara
El segle XXI ha estat testimoni d'un augment exponencial de publicacions sobre el tema de la interocepció i del reconeixement de la naturalesa multifacètica d'aquest concepte. Amb un renovat interès en la recerca, han sorgit diferents idees sobre la interocepció. Una definició que amplia el concepte per abastar tot allò que es troba a "la pell i tot el que hi ha sota aquesta" i la percepció i funcionament de l'activitat corporal, per entendre millor els processos psicosomàtics. En una línia similar, els neuroanatomistes que esperen trobar la base anatòmica del funcionament interoceptiu han declarat l'existència d'una via homeostàtica del cos al cervell que representa "l'estat fisiològic de tots els teixits del cos" i que aquest mapatge en el cervell proporciona a l'individu uns estats de sentiments subjectius que són crítics per a l'emoció humana i l'autoconsciència.
Per exemple, la interocepció és el fonament de la visió moderna sobre l'alostasi i la càrrega alostàtica. El model regulador de l'alostasi afirma que el paper principal del cervell com a òrgan és la regulació predictiva de les sensacions internes. La regulació predictiva es refereix a la capacitat del cervell per a anticipar les necessitats i preparar-se per a satisfer-les abans que sorgeixin. Per tant, en aquest model, el cervell és responsable de la regulació eficient del seu mitjà intern.
La interocepció és a vegades generalment referida com "la percepció dels estats interns del cos", encara que hi ha molts processos interoceptius en el cos que no es perceben. És important destacar que la interocepció és possible a través d'un procés d'''integració de la informació provinent de l'interior del cos en el sistema nerviós central". Aquesta definició es desvia de la proposició original de Sherrington, però exemplifica l'amplitud dinàmica i cada vegada major de la interocepció com un concepte en literatura moderna.

## Interocepció fisiològica

### Sistema cardiovascular
L'interocepció cardíaca ha estat bastant estudiada com a mètode per a avaluar la sensació interoceptiva. Aquest mètode ha estat mesurat i avaluat mitjançant diferents tasques com comptar els batecs del cor, fer cops amb el dit al ritme dels batecs del cor i mesurar-ho, detectar el ritme cardíac i fer tasques d'atenció al ritme cardíac.

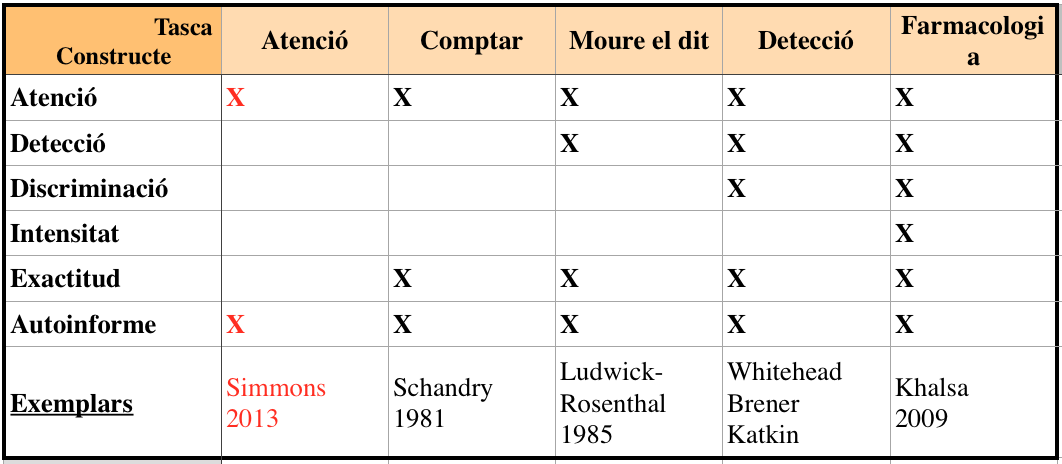
Aquesta taula mostra les tasques més utilitzades per a mesurar i avaluar la interocepció cardiovascular, desglossades segons les facetes que posen a prova. Els exemplars mostrats a l'inferior fan referència als investigadors o estudis específics que van desenvolupar la tasca.

La tasca de comptar els batecs del cor consisteix en demanar als participants que comptin el nombre de batecs que senten durant períodes curts de temps. Posteriorment, es comparen els resultats presentats pel participant amb la mesura exacta de batecs produïts pel seu cor, obtinguda amb un electrocardiograma. D'aquesta manera, es mesura l'atenció del participant cap al seu propi ritme cardíac, l'exactitud amb la qual ho percep i l'habilitat d'aquest per a informar sobre la mesura. Tanmateix, els resultats poden veure's influenciats pels coneixements previs i preexistents del seu ritme cardíac i per una insensibilitat pel canvi de ritme cardíac. Les tasques de detecció de canvis del ritmo cardíac funcionen de la següent manera. Es presenta al participant un to musical que sona simultàniament o no simultàniament amb el seu ritme cardíac, i se li pregunta si el seu ritmo cardíac és simulani o no amb els tons. La detecció de batecs del cor s'utilitza habitualment a causa de la seva capacitat per discernir el rendiment d'un individu per sobre dels nivells d'atzar, els també anomenats "bons detectors". Tanmateix, les freqüències de detecció presentades pels participants en aquestes tasques són sovint només del 35%. També mesura l'atenció, detecció, exactitud i autoinforme del participant sobre el procés interoceptiu. Per acabar, les tasques d'atenció al ritme cardíac són les més minimalistes i inclouen simplement la dirección top-down de l'atenció cap sensacions interoceptives com la freqüència cardíaca, la respiració, o l'estómac.
La majoria de percepcions sobre les sensacions del ritme cardíac passen durant un període de pertorbació homeostàtica, com per exemple, quan l'estat del cos convia per influences internes o externes (com elevats estats d'arousal o esforç físic: p. ex. pujar a una muntanya russa, mirar una pel·lícula de terror, ansietat al parlar en públic, o tenir un atac de pànic). Per aquesta raó, a vegades, la interocepció cardíaca és estudiada induint pertorbacions de l'estat corporal. Això pot ser produit farmacològicament utilitzant drogues semblants a l'adrenalina, com l'isoproterenol, que imita l''activació del sistema nerviós simpàtic, produint un augment en la freqüència cardíaca i respiratòria, semblant a la resposta del "sistema lluita-fugida". Aquesta aproximación, proveeix unes bases fisiològiques per a poder comprendre trastorns psiquiàtrics i neurològics caracteritzats per un augment de l'activitat del sistema nerviós simpàtic.

### Sistema respiratori i quimioreceptiu
La percepció interoceptiva respiratòria es diferencia d'altres símptomes fisiològics a causa de la capacitat individual per realitzar un control voluntari sobre el sistema, amb exercicis de respiració o amb la respiració controlada. Aquest sistema es mesura sovint mitjançant càrregues respiratòries restrictives i/o inhalació de CO₂, que estan dissenyades per imitar les sensacions respiratòries treballades.
La dispnea és una sensació comunament viscuda durant els atacs de pànic. Tanmateix, degut al control voluntari de la respiració, per a quantificar aquest domini de la interocepció, sovint calen controls experimentals molt més elaborats que en la interocepció cardíaca.

### Sistemes gastrointestinal i genitourinari
La ganes de menjar i la sacietat són les sensacions interoceptives relacionades amb els sistemes gastrointestinal i genitourinari més comunes. Aquestes són senyals homeostàtiques que indiquen a l'individu quan començar i quan parar de menjar. Durant les tasques d'atenció interoceptiva gastrointestinal, la ínsula mitjana dorsal, que serveix com a còrtex sensorial primària del cervell per representar tant els senyals viscerals del cos com els senyals gustatius de la boca i la llengua, resulta ser una regió en què es pugui produir aquesta integració pel processament del gust.
Les distensions rectals i de la bufeta s'utilitzen com a mètode per a pertorbar l'ambient homeostàtic dels sistemes gastrointestinal i genitourinari, mitjançant la col·locació de catèters de baló que es poden inflar per aconseguir diferents intensitats d'estímuls. A més, s'han utilitzat paradigmes d'aprenentatge associatiu de la por per estudiar com els senyals inofensius poden conduir a estats anormals d'hipersensibilitat i ansietat gastrointestinal.

La teràpia de biofeedback s'ha utilitzat en persones amb interocepció gastrointestinal alterada i ha mostrat resultats positius en alguns pacients.

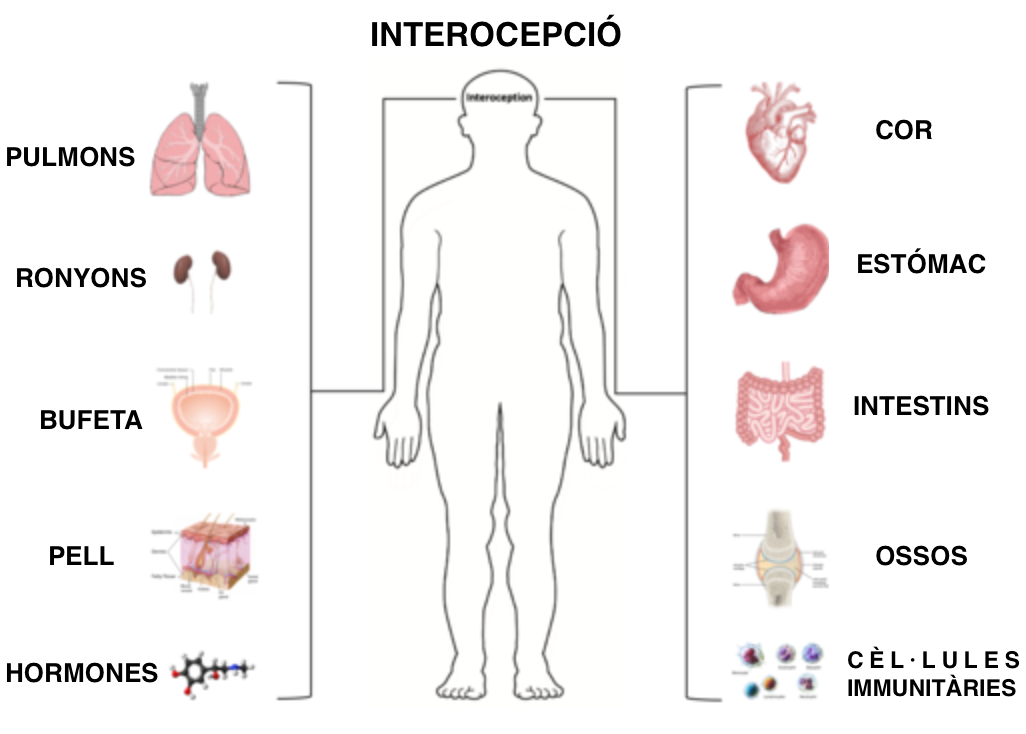
Diferents òrgans i sistemes fisiològics corporals estan involucrats en la interocepció, com el sistema respiratori, gastrointestinal o nociceptiu.

### Sistema termoregulador
Es creu que la temperatura i el dolor es representen com a "sentiments" de frescor/calidesa i agradable/desagradable al cervell. Aquestes característiques afectives i sensorials de la termoregulació poden motivar determinades respostes comportamentals depenent de l'estat del cos (per exemple, moure's d'un espai on fa massa calor cap a un espai més fresc). Es creu que aquestes pertorbacions de l'ambient homeostàtic intern d'un organisme són aspectes claus d'un procés emocional que dona lloc a estats emocionals, i s'ha proposat que siguin representats principalment per l'escorça insular com a sentiments. Aquests sentiments influeixen en les pulsions quan s'activa l'escorça cingulada anterior.

### Sistema nociceptiu
La nocicepció fa referència a la recepció i processament d'estímuls, dels quals resulta la sensació de dolor, pel sistema nerviós central. Estudis d'imatges cerebrals funcionals durant l'estimulació dolorosa de la pell amb sondes escalfades, durant la compressió mecànica i la descàrrega elèctrica, han suggerit que l'escorça insular s'activa de manera destacada durant el processament del dolor. Així, si bé el dolor es va considerar una vegada com una sensació exteroceptiva, basat en imatges funcionals i proves anatòmiques, ara s'entén que té un component interoceptiu.

### Sistemes endocrí i immunitari
El sistema endocrí i immunitari són sistemes corporals que ajuden al control homeostàtic i a l'al·lostasis. Els desequilibris en aquests sistemes, juntament amb altres factors genètics i socials, poden estar relacionats amb la desregulació interoceptiva en la depressió. Aquests canvis al·lostàtics augmentats poden causar una hiperconsciència dels senyals interoceptus i una hipoconsciència dels senyals exteroceptius en pacients amb depressió.

### Tacte suau
El tacte suau fa referència a l'estimulació de les neurones aferents tàctils C, que tenen una velocitat de conducció lenta i no estan mielinitzades. Això s'acompanya d'una sensació agradable, de plaer, i s'ha comparat amb altres modalitats interoceptives com la termoregulació i la nocicepció a causa de les similituds en la funció anatòmica. El tacte suau activa la ínsula en lloc de l'escorça somatosensorial. Això indica que té una importància afectiva absent a les fibres Aβ. Atès que el tacte suau utilitza una via separada, pot tenir una rellevància social, permetent al cos separar el "soroll" dels estímuls externs dels estímuls que evoquen un sentiment afectiu.

## Vies neuroanatòmiques

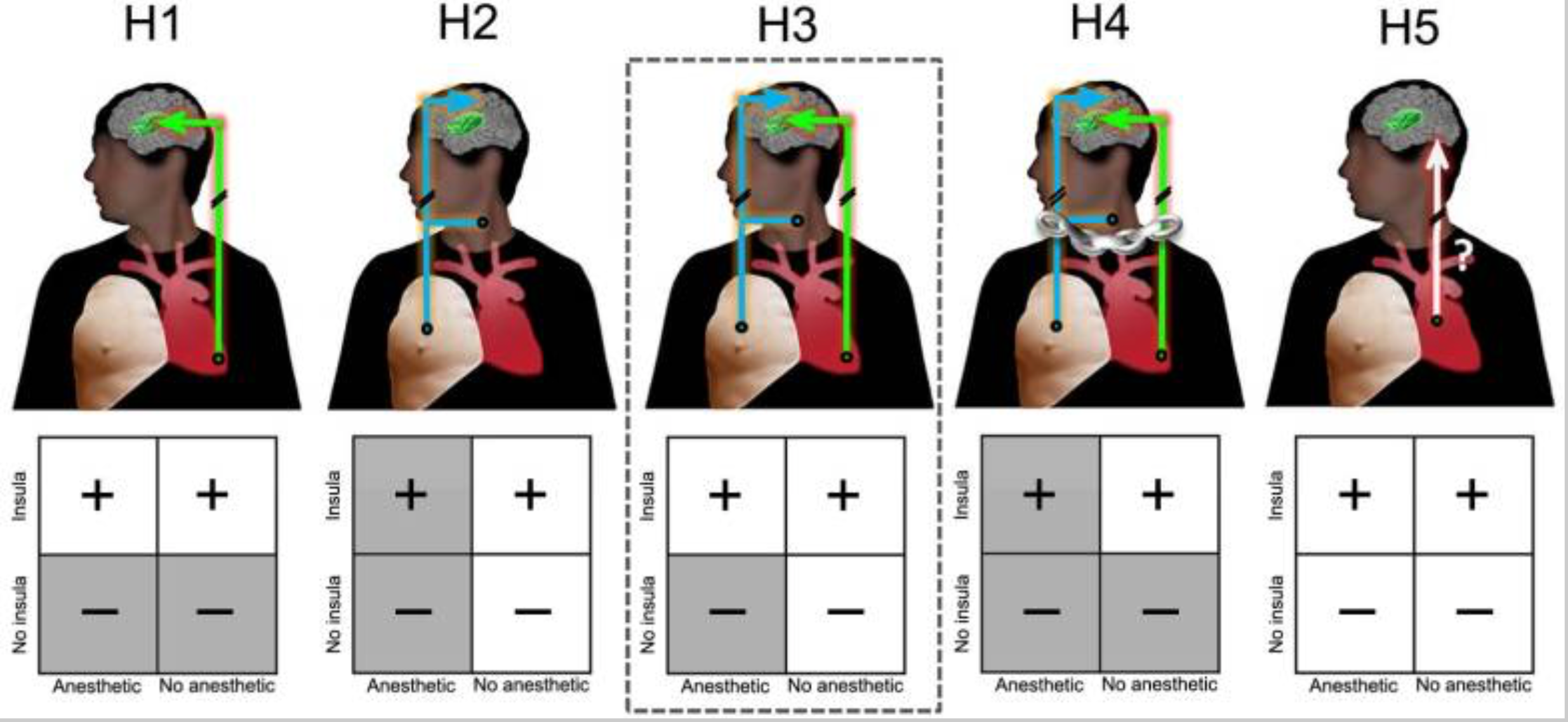
Es preveuen dues possibles "vies" de consciència interoceptiva: una que comporta aferents viscerals que es projecten cap a la ínsula (fletxa verda) i una altra que afecta aferents somatosensorials de la pell (fletxa cian).

Existeixen múltiples camins neurals que transmeten informació relacionada amb la intercepció processada al cos. Aquests camins inclouen la lamina I de la via espinotalàmica, la via viscerosensitiva i la via somatosensorial.

### Lamina I de la via espinotalàmica
La làmina I de la via espinotalàmica és comunament coneguda per portar informació al cervell sobre temperatura i dolor, tot i que es creu que aquesta transmet també informació sobre la condició homeostàtica del cos. El recorregut és el següent:
- Senyals aferents entren a la medul·la espinal a la capa superficial de l'asta dorsal.
- Neurones de segon ordre creuen la meitat de la medul·la espinal i projecten cap a dalt al costat contrari, fent sinapsis al nucli del tracte solitari, el nucli parabranquial, i al nucli periaqueductual gris (PAG) en el tronc de l'encèfal.
- Neurones de tercer ordre en el nucli posterior ventromedial al tàlem transmeten els senyals a l'ínsula dorsal posterior.
- El senyal és rerepresentada a ambos hemisferis cerebrals.

### Via viscerosensitiva
La via viscerosensitiva transmet informació visceral sobre els òrgans al cervell. El recorregut és el següent:
- Senyals aferents al nervi vague entren al tronc de l'encèfal fent connexions sinàptiques amb el nucli del tracte solitari i amb el nucli parabranquial.
- El senyal és transmès al nucli basal ventromedial del tàlem.
- Neurones de tercer ordre envien el senyal a l'ínsula posterior.

### Via somatosensorial
Vegeu també: sistema somatosensorial.
La via somatosensorial transmet informació sobre propiocepció i tacte discriminatiu al cervell a través de diferents receptors de la pell. El recorregut és el següent:
- Senyals aferents dels mecanoreceptors o propioreceptors entren a la medul·la espinal a l'arrel ganglionar dorsal.
- Neurones de segon ordre creuen la medul·la, projectant cap al costat contrari i fan sinapsis a les neurones de tercer ordre al nucli ventral posterolateral del tàlem.
- Neurones de tercer ordre al tàlem transmeten el senyal a l'escorça primària somatosensorial al cervell.

#### Hipòtesis alternatives
Es poden proposar diverses hipòtesis alternatives respecte a l'organització de les vies neuroanatòmiques: (H1) la consciència interoceptiva només està mediada per la via de l'insula; (H2) la consciència interoceptiva només està mediada per la via somatosensorial; (H3) la consciència interoceptiva està mediada independentment per cada via; (H4) la consciència interoceptiva depèn de l'acció simultània d'ambdues vies; (H5) finalment, la consciència interoceptiva podria dependre d'altres vies. Els resultats donen suport a H3 (esquema discontínu). + indica la consciència interoceptiva present, - indica la consciència interoceptiva absent.

## Processament cortical de la interocepció

### Tàlem
Durant el processament interoceptiu, el tàlem rep tant senyals d'aferents simpàtics com parasimpàtics. La informació simpàtica arriba al nucli ventromedial posterior del tàlem (VMpo). Estudis previs en el macaco, han identificar que arriben a la part posterior del nucli ventromedial posterior a través de les neurones espinotalades de la làmina I. El VMpo és important per la sensació de dolor i de temperatura. En canvi, la informació parasimpàtica arriba al nucli basal ventromedial del tàlem (VMb).

### Escorça insular
Hi ha experiments que demostren l'activació de la insula quan es fan conscients les sensacions interoceptives. La informació interoceptiva arriba a les regions posteriors i medials. En casos excepcionals, també s'han detectat activacions en les regions anteriors. La regió dorsal de la insula mostra connectivitat amb la xarxa somatosensorial, mentre que la regió ventral està relacionada amb l'ansietat. Per tant, la insula està plenament implicada en la integració de la informació interoceptiva. Lamina I espinotalamica i vagal aferents es una vegada arriben al tàlem, es projecten a la insula dorsal posterior i medial respectivament. Allà, la informació viatja cap a l'interior posterior i mitjà, que combina informació visceral i somatosensorial.

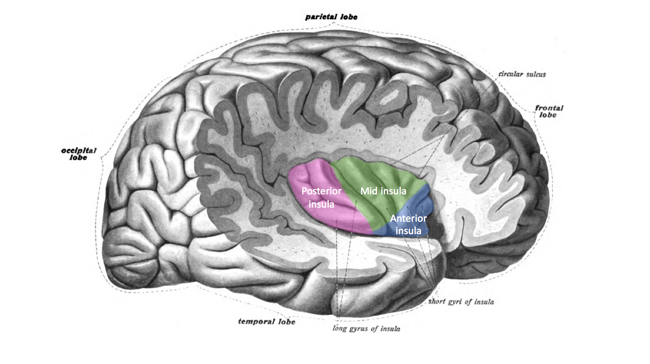
Aquesta imatge divideix la insula en les regions anterior, mitjana i posterior, cadascuna de les quals està distingida amb colors diferents.

### Citoarquitectura i granulació

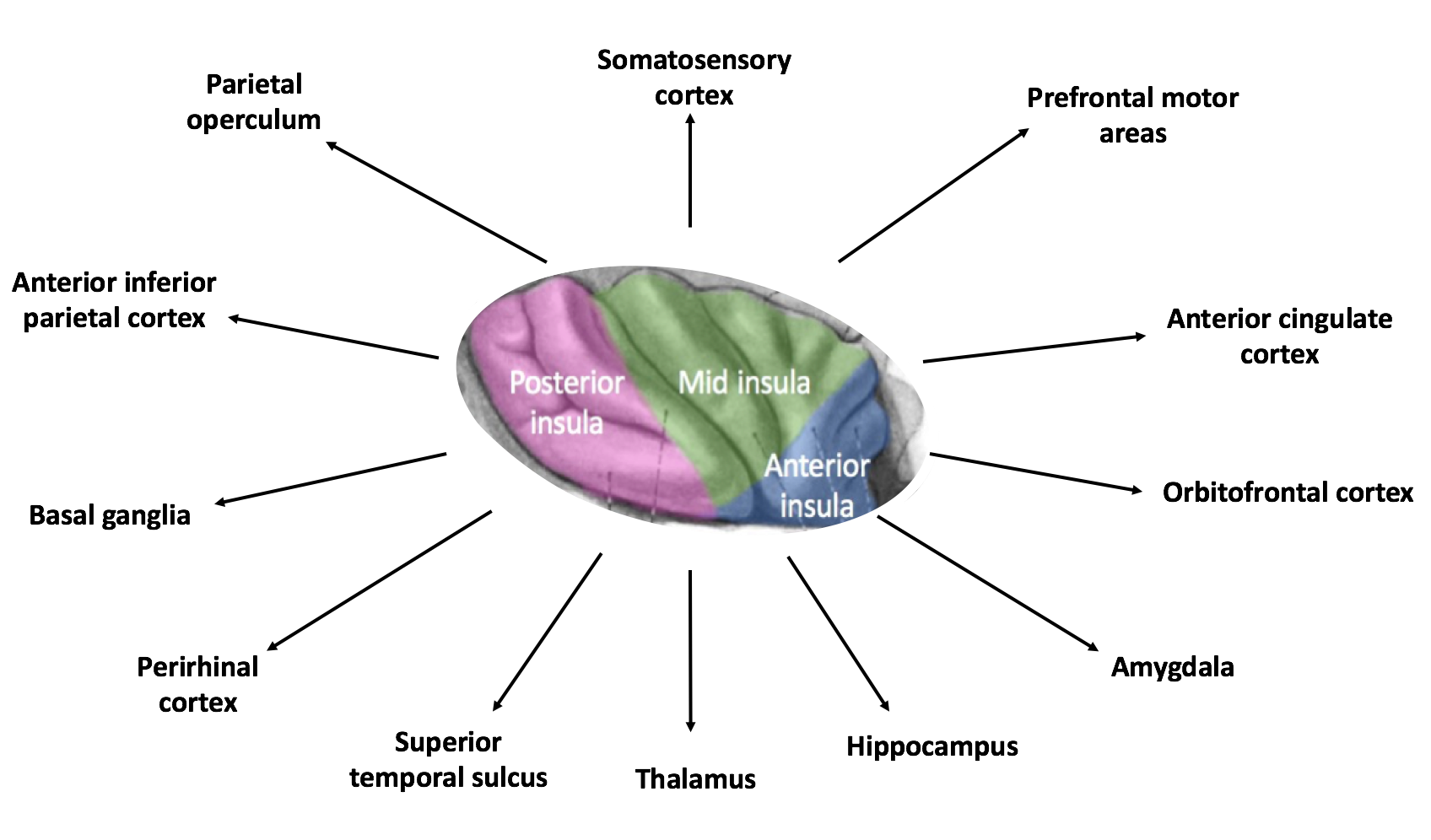
La insula es connecta a moltes regions del cervell i està molt implicada en moltes funcions homeostàtiques.

L'insula conté tres subregions principals definides per la presència o absència d'una capa de cèl·lules granulars. Cadascuna d'aquestes porcions del còrtex insular són importants per a diferents nivells de connectivitat funcional. La informació del tàlem es projecta a les tres regions. Els que tenen major granulació es consideren capaços de rebre l'entrada sensorial.

### Escorça insular anterior
Estudis a partir d'imatges corroboren la importància del còrtex insular anterior com a base per l'avaluació subjectiva sobre com ens sentim, sobre la condició d'un mateix. La insula ha estat considerada com a escorça del sistema límbic a causa de la seva associació amb la sensació visceral. Sorgeixen sensacions que ens generen coneixement sobre nosaltres mateixos a partir de la informació homeostàsica del cos. Per tant, l'escorça cingulada anterior està implicada en les sensacions cognitives generades per la integració de la informació homeostàsica del cos. Aquestes sensacions fan que siguem éssers conscients del nostre processament corporal i cognitiu, generant autoconeixement.

### Escorça cingulada anterior
L'escorça cingulada anterior està relacionada amb la motivació i està associada, per una banda, amb el control autònom i emocional, i per altra banda, amb la generació de les emocions i d'un mateix. Moltes tasques interoceptives activen l'insula i l'escorça cingulada anterior juntes, específicament tasques que provoquen forts estats de sentiments aversius com dolor. Hi ha una part particular de l'escorça cingulada anterior que s'activa en pràcticament tots els estudis de dolor. També s'ha demostrat, a través d'estudis d'imatges funcionals, que l'escorça cingulada anterior intervé en la voluntat.

### Escorça somatosensorial
A través d'estudis de lesions i tractaments farmacològics en éssers humans, s'ha comprovat que la insula i l'escorça cingulada anterior no són crítics ni únics en la sensibilització interoceptiva. Quan es l'estímul interoceptiu arriba a aquestes dues regions i les activa, també s'activa l'escorça somatosensorial. Per tant, es consideren dues possibilitats: una en la qual la informació aferent visceral que es projecten a la insula, i l'altra en la qual la informació aferent de la pell es projecta cap a l'escorça somatosensorial. Aquesta informació interoceptiva no arriba a l'escorça somatosensorial a través de les vies interoceptives, sinó que arriba a través de les vies aferents del pròpies del sistema somatosensorial, les quals proporcionen al cervell la informació corporal.

## Interocepció i emoció
La interocepció s'encarrega de moltes sensacions diferents tals com el dolor, la temperatura, o la fam, per a nomenar només unes quantes. I en representar aquestes diverses sensacions en el cervell, ens proveeix una base biològica per a les emocions que experimentem.
La interocepció és llavors l'actualització moment-a-moment del nostre cervell sobre l'estat del nostre cos, incloent-hi la seva reacció a l'ambient percebut. En els humans, la nostra avaluació conscient i idiosincràtica de les sensacions corporals construeix el que anomenem emocions. Les persones amb millor interocepció, per exemple, senten les emocions més intensament, juntament amb una major agudesa per a identificar els seus propis sentiments. L'alexitímia —la incapacitat relativa per a definir sensacions i emocions— es prediu per una pitjor interocepció, i és un segell distintiu comú de moltes condicions sociopsicològiques, inclòs l'autisme. Una vegada que s'entenen les emocions, la interocepció també pot facilitar una major capacitat per a regular-les, sigui mitjançant reavaluació cognitiva o supressió.
A finals del segle xix, en Charles Darwin va estudiar com s'involucren les sensacions de les vísceres i la por, descrivint les similituds entre les reaccions en humans i animals en el seu llibre L'expressió de les emocions en l'home i en els animalss. Després, en William James i en Carl Lange van desenvolupar la teoria de l'emoció de Jamnes-Lange, on declaraven que les sensacions del cos proporcionaven les bases per l'experiència emocional. La hipòtesi del marcador somàtic, proposada per Antonio Damasio, va expandir la teoria James-Lange i va declarar que les decisions i les conductes resultants estan òptimament guiades per patrons fisiològics d'interocepció i informació emocional. Els models subsegüents que se centren en la neurobiologia dels estats sentimentals van emfatitzar que la localització dels diferents estats fisiològics del cos al cervell són els ingredients crítics per l'experiència emocional i la consciència. A un altre model, Bud Craig argumenta que l'encreuat de la intercepció i els processos homeostàtics són els responsables d'iniciar i mantenir els estats emocionals i de proporcionar l'autoconsciència.

## Interocepció i salut mental

### Trastorn per estrès posttraumàtic
Els estudis de neuroimatge funcional han demostrat que els pacients amb trastorn per estrès posttraumàtic (TEPT) presenten una activació disminuïda en l'ínsula anterior dreta, una regió del cervell que és en gran part responsable d'identificar el desajustament entre els estats cognitius i els interoceptius. A més, pel fet que els pacients amb TEPT han mostrat una activació disminuïda dins de molts nodes de la via homeostàtica de la làmina I, una via a través de la qual el tàlem envia informació interoceptiva a l'ínsula anterior i a l'escorça cingulada anterior, s'ha suggerit que els pacients amb TEPT possiblement experimenten una consciència interoceptiva reduïda. Propostes com l'Experiència Somàtica (Somatic Experiencing) utilitzen un enfocament interoceptiu per a tractar el trauma del TEPT.

### Anorexia nerviosa
L'anorèxia nerviosa (AN) ha estat associada amb alteracions interoceptives. Les persones que pateixen anorèxia nerviosa sovint desenvolupen insensibilitat cap a les senyals interoceptives de la gana. Alhora, presenten percepcions distorsionades, tant interoceptives (vagues sensacions de plenitud o incapacitat de reconeixement dels estats corporals) com exteroceptives (por d'engreixar). Les disfuncions interoceptives de l'AN també es poden entendre en termes de "disregulació emocional", "poca tolerància a l'angoixa", i sobretot "alexitimia" (incapacitat de discriminar entre els estats corporals i emocionals).
Els fenotips ansiosos observats en pacients amb AN durant l'anticipació dels àpats, és explicada, en part, per una percepció interoceptiva alterada durant aquesta.
Estudis recents proposen que es podrien desenvolupar nous tractaments acompanyats amb una exposició farmacològica focalitzada cap a les sensacions interoceptives. Per exemple, l'aplicació repetida d'infusions d'isoproterenol durant el període previ a menjar podria reduir la resposta anticipada interoceptiva esbiaixada (BIAS) en l'AN, invertint les temudes associacions d'estímul-resposta amb l'alimentació. Per tant, reduir el BIAS, podria ajudar a reduir la por intensa a engreixar, que és una característica fonamental d'aquesta malaltia.

### Bulimia nerviosa
Els estudis suggereixen que els i les pacients amb bulímia nerviosa (BN) i ja recuperats i recuperades presenten un processament sensorial interoceptiu anormal i una consciència interoceptiva reduida en condicions de repòs. Per tant, els dèficits interoceptius poden ser un factor explicatiu de la bretxa existent entre la disfunció cerebral i la presentació de símptomes en la BN, i la gran varietat d'aquests.
Concretament, els i les pacients amb BN presenten una sensibilitat reduïda a altres tipus de sensacions internes i externes, presentant llindars elevats pel dolor en comparació amb els subjectes sans i una capacitat gàstrica major (els patients amb BN van reportar nivells de sacietat semblants a subjectes sans, tot i haver ingerit més quantitat de menjar). La literatura de neuroimatge suggereix un patró de processament interoceptiu anormal en pacients amb BN basat en un augment de l'activitat i el volum a l'ínsula i l'escorça cingulada anterior (regions associades a la interocepció i al processament del gust) quan es mira el menjar.
D'altra banda, paciente amb BN mostren una major consciència interoceptiva i un estil d'atribució negatiu cap a les sensacions interoceptives.

### Trastorn depressiu major
El trastorn depressiu major (TDM) s'ha relacionat teòricament amb la disfunció interoceptiva. Els estudis han demostrat que les dones amb TDM són menys precises en les tasques de comptatge de batecs que els homes amb TDM i que, en general, els pacients amb TDM són menys precisos en el recompte de batecs que els pacients amb trastorns de pànic o ansietat. No obstant això, els pacients amb TDM no sempre presenten una precisió interoceptiva cardíaca reduïda; els pacients deprimits que experimenten alts nivells d'ansietat seran més precisos en les tasques de detecció de batecs que els pacients deprimits amb nivells més baixos d'ansietat.
A més, s'ha vist que pacients amb TDM, tot i presentar un baix rendiment en tasques de precisió interoceptiva, presentaven una tendència cap a nivells alts de sensibilitat interoceptiva. D'aquesta manera, aquestes dues dimensions no sempre estan relacionades en aquest trastorn.

### Trastorn de símptomes somàtics
Els pacients amb trastorn de símptomes somàtics obtenen puntuacions inferiors a les tasques de detecció dels batecs del cor que els subjectes sans del grup control, cosa que suggereix que la precisió de percepció interoceptiva és pobra en els trastorns psicosomàtics. També s'ha comprovat que els pacients amb trastorns psicosomàtics que estan angoixats o estressats, durant les proves de córrer a la cinta, presenten incomoditat i molèsties físics a una freqüència cardíaca més baixa. Això implica una tolerància interoceptiva a l'angoixa més baixa en trastorns de símptomes somàtics amb afeccions psiquiàtriques comòrbides.
Sembla que els símptomes interoceptius en els trastorns dels símptomes somàtics podrien ser produits per la superposició entre els símptomes de l'ansietat i la depressió, produits per un augment de senyals neuronals anticipatòries a les regions interoceptives del cervell, incloses la ínsula i el cingulat anterior.
Els tractaments del trastorn de símptomes somàtics, poden tenir una base en la identificació d'errors de predicció interoceptiva en pacients amb aquest trastorn. Per exemple, un estudi del condicionament de la por interoceptiu en condicions de dolor crònic va suggerir que la por al dolor derivada d'errors de predicció interoceptiva podia ser un poderós motivador dels trastorns de símptomes somàtics. A més, es va trobar que el temor interoceptiu mediava la relació entre l'atenció i vigilància corporal i el dolor toràcic en pacients amb dolor toràcic no cardíac.

### Trastorn obsessivocompulsiu
Els resultats d'un estudi que investiga la relació entre el trastorn obsessivocompulsiu (TOC) i les senyals internes del cos van trobar que els pacients amb TOC eren més precisos en una tasca de percepció dels batecs del cor que els subjectes control sans, degut al seu control hiperactiu que es veu reflectit en la sensibilitat interoceptiva. A més, aquesta característica facilita la discriminació entre els pacients amb TOC i pacients amb trastorn de pànic.

### Trastorn de l'espectre autista
Els pacients amb trastorn de l'espectre autista (TEA) poden tenir una consciència interoceptiva més deficient que les persones que no presenten aquest trastorn. Es planteja la hipòtesi que aquesta disminució en la precisió interoceptiva es deu a l'alexitímia, que sovint s'associa amb el TEA. No obstant això, també s'ha trobat que els infants amb TEA mostren una major sensibilitat interoceptiva que els infants sense TEA quan es mesura durant un període prolongat. Es necessita més recerca sobre la relació entre la interocepció i el TEA per a comprendre completament l'aspecte interoceptiu del trastorn.

### Trastorn de despersonalització-desrealització
El trastorn de despersonalització-desrealització (TDD) es manifesta típicament com una alteració de la consciència del propi cos. Estudis realitzats amb tasques de detecció de batecs han demostrat que els pacients amb TDD presenten alteracions en el processament interoceptiu, i que durant la tasca, presentaven una connectivitat cerebral global menor. Així, alteracions en la percepció interoceptiva associades a alteracions en mecanismes neuronals i processos cognitius, estan vinculades a la fenomenologia del TDD.

### Pànic
La majoria dels estudis que utilitzen el mental tracking han demostrat que els pacients amb trastorns de pànic mostren una millor percepció del cor que els grups control, és a dir pacients sense trastorns. El mental tracking és una tasca de percepció del batec del cor on es demana als participants que comptin en silenci tots els batecs del cor que senten en el seu cos, sense prendre el pols. En el primer d'aquests estudis, Ehlers i Breuer (1992) van mostrar que els pacients amb trastorn de pànic (PD) tenen un millor rendiment en aquesta prova. En un segon estudi, tant el trastorn de pànic com el trastorn generalitzat de l'ansietat tenien menys percentatge d'errors que els pacients deprimits (Ehlers i Breuer, 1992). Per tant, podem dir que els estudis demostren que els pacients amb trastorns de pànic tenen una elevada experiència de les sensacions interoceptives.

### Trastorn d'ansietat generalitzat
Els pacients amb trastorn d'ansietat generalitzat sovint informen que són molestats per sentiments interoceptius de tensió muscular, mal de cap, fatiga, queixes gastrointestinals i dolor. Com ja s'ha esmentat en l'apartat de pànic, s'ha demostrat a través d'estudis que utilitzen el mental tracking que els pacients amb trastorn d'ansietat generalitzat també tenen un bon rendiment en aquesta prova.

### Trastorn d'ansietat
Els estudis que investiguen la relació entre la consciència interoceptiva i els trastorns d'ansietat és que les persones amb aquest trastorn experimenten una major consciència i precisió en la identificació dels processos interoceptius. Els estudis d'imatges funcionals proporcionen proves que les persones amb trastorns d'ansietat experimenten una sensació interoceptiva elevada a causa de la hiperactivació en l'escorça cingulada anterior en diversos tipus diferents de trastorns d'ansietat.

## Teories actuals de processament interospectiu

### Codi d'intersecció predictiva amb cos (EPIC)
Durant moltes dècades es va entendre el cervell com un òrgan amb un funcionament d'estímul-resposta, el qual es creia que funcionava amb neurones individuals que romanen inactives fins que són estimulades. En canvi, en els últims anys s'ha demostrat que el cervell no funciona així, sinó que és un generador d'inferència activa, és a dir, a partir de l'experiència passada es creen probabilitats que ens permeten predir. En altres paraules, el cervell crea representacions neuronals construïdes a partir de l'experiència prèvia. Això és proposat pel model de codificació d'intercepció perceptiva (EPIC). Aquestes prediccions, juntament amb senyals sensorials entrants, permeten al cervell calcular un error de predicció. Els errors de predicció interoceptius indiquen l'aparició de discrepàncies dins del cos, que el cervell intenta minimitzar.
El model de codificació d'intercepció predictiva (EPIC) com una inferència activa de la intercepció que es basa en els últims desenvolupaments en la comprensió de com les prediccions i els errors de predicció flueixen dins de les connexions corticocorticals. En primer lloc, el model EPIC incorpora un sistema interoceptiu més ampli que s'ha verificat en els estudis de traça del cervell macaco. En segon lloc, el model EPIC implementa la inferència activa com el flux de senyals de predicció i predicció d'error a través d'aquest sistema interoceptiu utilitzant el model estructural de connexions corticocorticals. En tercer lloc, el model EPIC proporciona una base per a futures especulacions sobre el paper més ampli de les prediccions interoceptives en la coordinació dinàmica de l'activitat cerebral. Finalment, parlem de les implicacions del model EPIC per a la neurociència de les malalties mentals i físiques.

## Recerca i tractaments
A mesura que augmenta l'atenció a la interocepció entre la comunitat científica, apareixen nous mètodes de recerca i tipus de tractament. La investigació contínua en interocepció ha demostrat la importància de tenir en compte les alteracions dels sistemes interoceptius. Això permet als investigadors documentar i estudiar els efectes dels estats no basals, és a dir, alterats, que es produeixen en moments de pànic o ansietat. També proporciona al participant la capacitat de mesurar la intensitat de les seves sensacions interoceptives, mitjançant diverses tècniques com intervencions farmacològiques, l'ús de catèters de baló o el recompte dels batecs del cor.
Per tant, com hem vist fins ara, l'estudi de la interocepció en psicopatologia representa una via viable per a la investigació clínica i translacional en psiquiatria amb un marc conceptual ben establert rellevant per a una varietat de trastorns psiquiàtrics, una base neuronal, biomarcadors mesurables, atractiu interdisciplinari que pot ajudar a salvar la bretxa entre disciplines i nombrosos punts d'intervenció transdiagnòstic per comprendre i millorar els resultats de salut mental.
Les sensacions interoceptives també contribueixen a millorar o empitjorar el benestar subjectiu personal, cosa que suggereix una clara necessitat d'una guia per regular les senyals viscerals eferents.
Les concentracions de neurotransmissors a l'ínsula i a l'escorça cingulada anterior, s'han associat amb la consciència interoceptiva subjectiva i el benestar subjectiu. Tot i així, encara no és clar com es construeixen aquestes representacions neuronals i quins mecanismes influeixen en la cognició. La majoria de les investigacions s'han centrat estretament en la consciència interoceptiva, que només és un aspecte del processament interoceptiu. Altres aspectes relacionats amb la interocepció menys estudiats són la tendència d'atenció interoceptiva, la sensibilitat, la coherència entre la fisiologia i l'experiència subjectiva, la precisió i els hàbits reguladors.
És important conèixer la naturalesa multimodal i polifacètica de la interocepció. Els beneficis de l'atenció interoceptiva en un domini concret, com ara la supervisió de la respiració, semblen ser independents d'una millora general del domini de la precisió interoceptiva. Per exemple, la meditació genera fortes tendències d'atenció interoceptiva, però no millora la precisió en la detecció dels batecs del cor.
A més, les construccions interoceptives també poden variar independentment dins d'una mateixa modalitat. Per exemple, la sensibilitat pot ser alta sense una precisió o capacitat de regulació proporcionals, com s'observa, als trastorns d'ansietat, amb les ‘falses alarmes' interoceptives incontrolables.
El mindfulness i la meditació s'han estudiat com a possibles tècniques per millorar la consciència interoceptiva sobre la base de la seva tendència a redirigir el focus d'atenció cap a dins d'un mateix. Cal assenyalar que l'entrenament interoceptiu només és un aspecte de les intervencions del mindfulness, que també emfatitza un canvi de la pròpia relació amb el contingut de la ment. S'ha vist que el mindfulness pot ser particularment eficaç per reduir la dissociació somàtica del dolor crònic i del trauma sexual, i en altres trastorns de salut mental com la depressió, el consum de substàncies, l'ansietat i les disregulacions alimentàries. Hi ha estudis que demostren que les pràctiques de mindfulness interoceptives produeixen canvis en diversos dominis cognitius, inclosa l'autoreferència, l'atenció, la regulació de les emocions, la percepció del dolor i els sentiments de connexió social.
Amb relació a trastorns com la depressió, estudis han demostrat que la hipertèrmia de tot el cos és prometedora com una modalitat antidepressiva segura, d'acció ràpida i amb un benefici terapèutic prolongat. Es creu que reduir un dels símtpomes corporals de la depressió, com és l'elevada inflamació, reduirà els sentiments depressius presents al cervell. Aquesta teoria s'explica a causa de que les vies termosensorials sensibles a la calor que es projecten des de la pell (i altres revestiments epitelials) fins a regions subcorticals i corticals específiques (escorça cingulada anterior, còrtex midorbitofrontal…) poden afectar l'activitat i el comportament neuronal de maneres rellevants per al tractament del trastorn depressiu major. És important destacar que aquestes i altres regions del cervell implicades en el registre i la reacció a senyals tèrmiques agradables presenten una activitat reduïda en pacients amb depressió. A més, els pacients amb depressió presenten anomalies en la termoregulació caracteritzades per una elevada temperatura corporal i una capacitat de suar reduïda, que s'han normalitzat després d'un tractament hipertèrmic, com a conseqüència d'una reducció de l'activitat en les vies termosensorials sensibles a la calor al cervell, a la perifèria o a ambdós.
A més, els massatges terapèutics (com el massatge terapèutic suec, SMT) resulten ser eficients per a reduir els símptomes del trastorn d'ansietat generalitzada.
La recerca sobre la interocepció en l'àmbit de les relacions i connexions socials, es troba poc avançada i en ple desenvolupament actualment. Tot i així, ja s'ha demostrat que la interocepció pot ajudar a avaluar els senyals fisiològics en situacions socials, encara que, aquestes, poden reduir el processament interoceptiu, al canviar el focus d'atenció d'intern a extern.
Amb tot això, la recerca amb relació a la interocepció i la salut mental ha demostrat que ambdues estan molt relacionades. Una proposta que s'ha fet al respecte, és que es podrien complementar els diagnòstics amb un perfil interoceptiu de la persona, per a poder crear un millor tractament específic per a ella.